# Витан (Грчка)
Витан (грч. Βοτάνι, до 1927. грч. Βίτανι) је насељено место у општини Рупишта у периферији Западна Македонија, Грчка. Према попису из 2021. године био је 41 становник.
Према бугарском географу и историчару, Василу Канчову, у Витану је 1900. године живело 80 Грка. Некада је Витан био словенско насеље, али је у немирним временима напуштен, да би касније био насељено грчким сточарима из Епира.